# Torsten
Torsten est un prénom masculin scandinave dérivé du vieux norrois Þorsteinn, formé des éléments Þórr « Thor », et steinn « pierre, roche(r) ». C'est la variante suédoise du prénom Thorsten, porté notamment en Allemagne.
Le prénom Torsten est à l'origine du patronyme suédois Torstensson signifiant « Fils de Torsten ».

## Personnalités portant ce prénom
- Pour l'ensemble des articles sur les personnes portant ce prénom, consulter :
  - la liste des articles dont le titre commence par ce prénom
  - les listes produites par Wikidata : Liste des personnes de prénom « Torsten » — même liste en incluant les éventuels prénoms composés qui contiennent « Torsten ».